# Tongrube Muldsberg
Die Tongrube Muldsberg in Mehlbek ist ein Tagebaurestloch, das durch Tonabbau entstanden ist.

## Geschichte
In der im Ortsteil Muldsberg gelegenen Grube wurde von 1936 bis 1996 Ton für die Zementherstellung der Unternehmen Breitenburger Portland-Cement-Fabrik, Alsen bzw. Holcim abgebaut. 
Der Abbau im Tagebau erfolgte mit einem Eimerkettenbagger. Das Material wurde bis 1964 mit einer Seilbahn, danach über Förderbänder an den Grubenrand gebracht und von dort mit Lastkraftwagen zum Zementwerk nach Lägerdorf transportiert. Nach der Aufgabe der benachbarten Alsenschen Tongruben bei Wacken erfolgte für eine kurze Zeit (1974 bis 1977) der Tontransport auch mit der Alsenschen Drahtseilbahn nach Itzehoe. Der Tonabbau wurde 1996 eingestellt, der Rückbau aller Transportbänder erfolgte bis 1999. 
Seit dem Einstellen der künstlichen Wasserhaltung 2004 füllt sich die Grube mit Grundwasser. Das Gewässer und seine Umgebung werden als Biotop und für die Naherholung entwickelt. Es gibt einen ca. fünf Kilometer langen Rundweg mit Rastplätzen um das Gewässer.

## Bilder

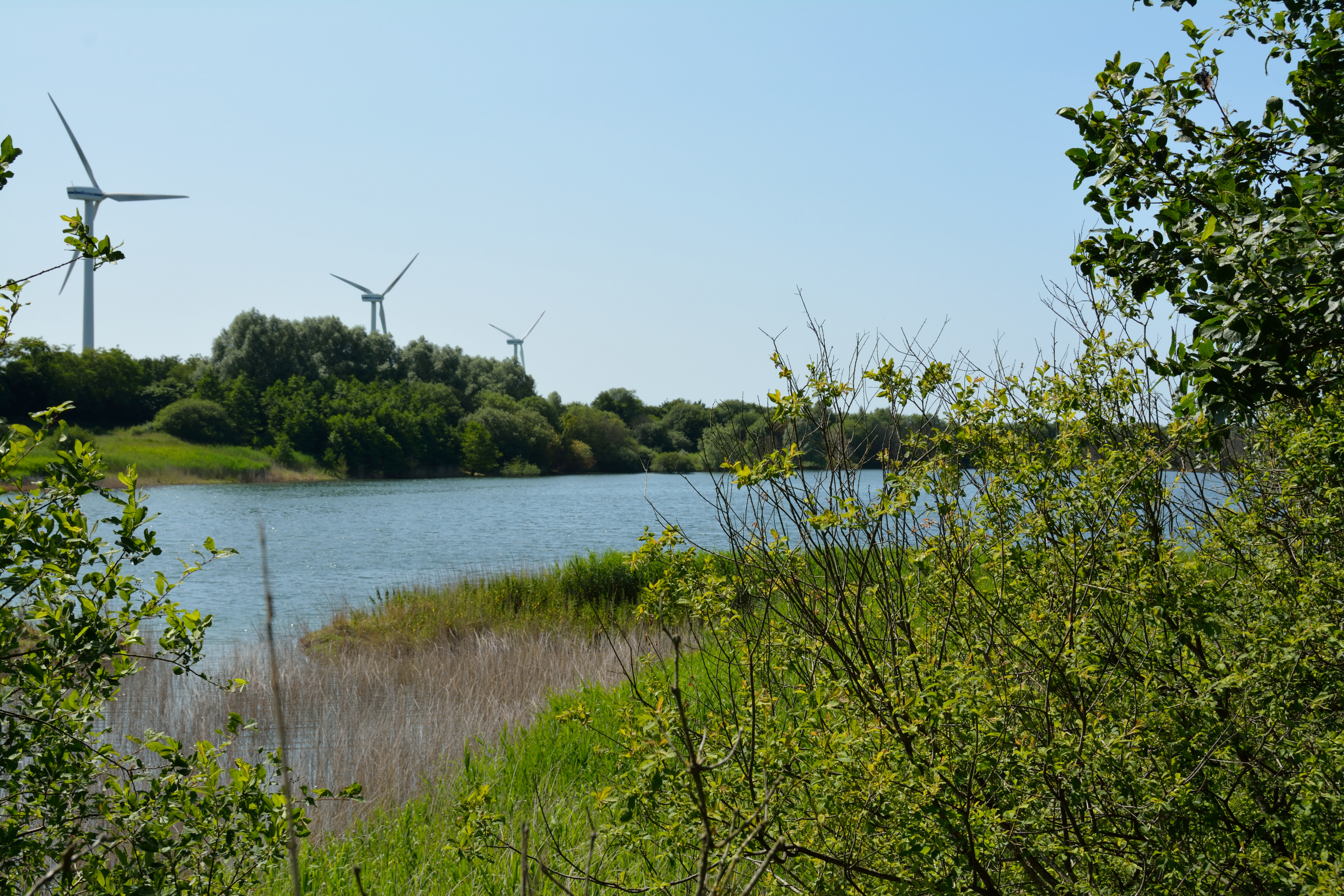
Blick auf den See
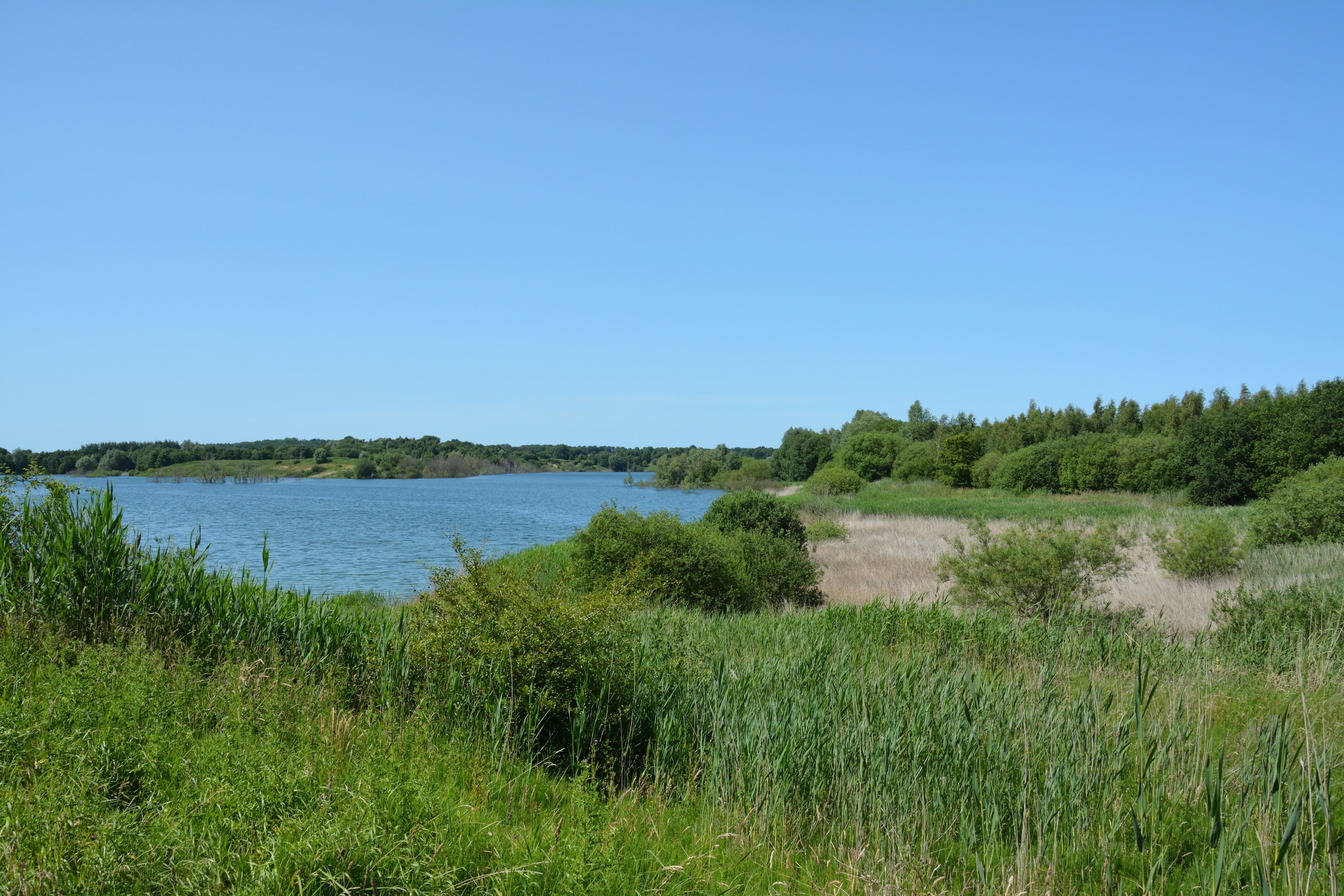
Blick auf den See
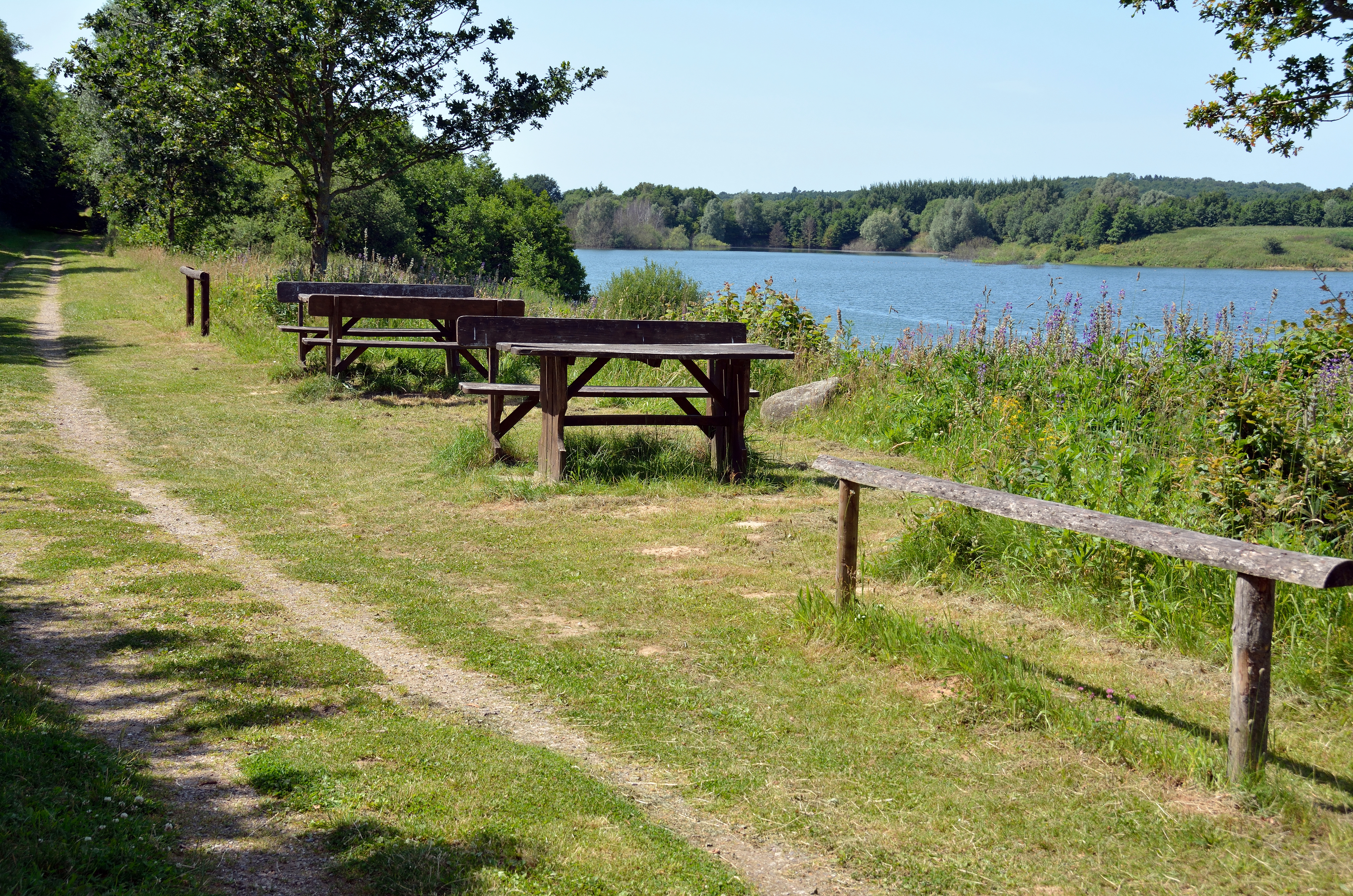
Rastplatz
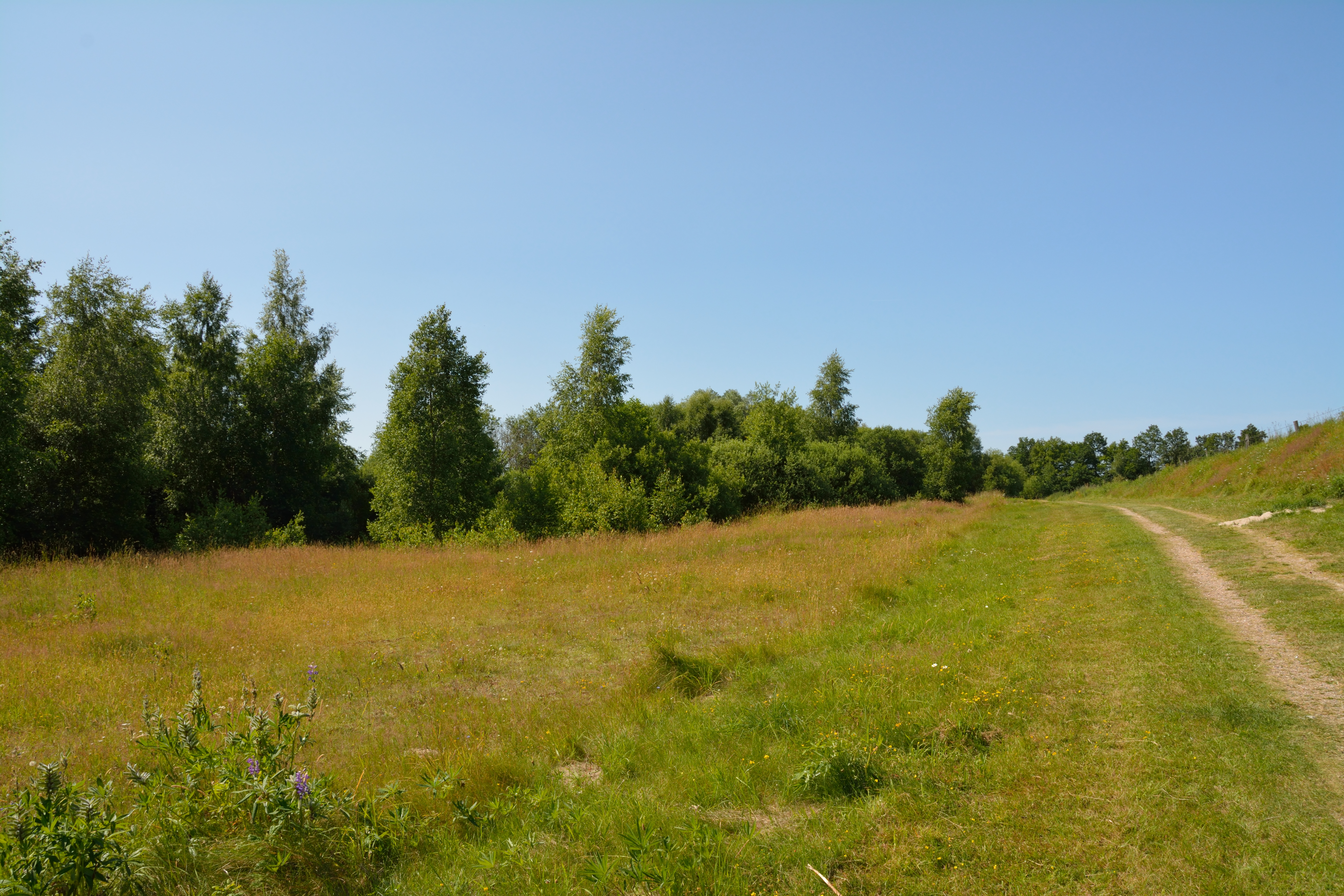
Auf dem Rundweg